# 维克多·阿德勒
维克多·阿德勒（德語：Victor Adler，1852年6月24日—1918年11月11日），奥地利政治家，工人运动领袖，奥地利社会民主党创始人，生于布拉格，犹太商人之子，曾于维也纳大学学习化学和医学。1881年毕业后，为狄奥多·梅涅特担任助手。1878年结婚，1879年儿子弗雷德里希·阿德勒出生。1886年起出版马克思主义刊物，后遭查禁。阿德勒曾前往德国和瑞士旅行，与恩格斯、奥古斯特·倍倍尔、卡尔·李卜克内西会面。阿德勒多次被捕，入狱达九个月的时间。1884年于海恩费尔德会议上成立社会民主工党，并担任主席。1905年起进入帝国会议，领导争取普选权的运动，1906年在马克斯·弗拉迪米尔·冯·贝克任内最终实现。阿德勒积极支持第二国际，试图维护第二国际的团结。第一次世界大战前担任社会民主党领导人，曾公开支持帝国政府参战，1918年10月进入政府担任外交部长，于一战结束当天去世。

## 外部連結
- 有关维克多·阿德勒在德国经济学中央图书馆（ZBW）20世纪新闻档案中的剪报。